# سوپر جام فوتبال بلاروس
 سوپر جام فوتبال بلاروس  (به بلاروسی: Belarusian Super Cup) مسابقه‌ای که سالانه مابین قهرمان لیگ برتر فوتبال بلاروس و قهرمان جام حذفی فوتبال بلاروس برگزار می‌شود.
باشگاه فوتبال باته بوریسف با ۲ قهرمانی پرافتخارترین تیم این سری مسابقات به حساب می‌آید.